# Канада на Летњим олимпијским играма 1928.
Канада је учествовала на Летњим олимпијским играма, одржаним 1928. године у Амстердаму Холандија, по седми пут у својој историји, освојивши на овим играма петнаест медаља, од тога четири златне, четири сребрне и седам бронзаних медаља.
Иако су жене учествовале на Олимпијским играма још од 1900. године, игре одржане 1928. године су биле прве на којима су учествовале такмичарке из Канаде. Учествовало је укупно седам такмичарки, седам у спринтерским дисциплинама и једна такмичарка у пливању. Оне су освојиле четири медаље за Канаду, две златне и по једну сребрну и бронзану медаљу.
Етел Катервуд (скок увис), Фани Розенфилд, Етел Смит, Флоренс Бел и Миртл Кук, су биле прве жене које су освојиле златну медаљу за Канаду, оне су се такмичиле у штафети 4x100m.
Фил Едвардс је освојио бронзану медаљу у као члан штафете 4X400m, што је њему била прва од укупно пет медаља које је освојио на олимпијадама. Перси Вилијамс из Ванкувера је постао први човек који је одузео злато Американцима у тркама на 100 и 200m.

## Освајачи медаља
Канада је у укупном скору завршила као десета нација по броју медаља, укупно петнаест, од тога четири златне, четири сребрне и седам бронзаних медаља. 

### Злато
- Перси Вилијамс – Атлетика — 100 m, мушки
- Перси Вилијамс – Атлетика — 200 m, мушки
- Етел Катервуд – Атлетика — скок увис, жене
- Штафета – 4x100m, жене[2]

### Сребро
- Фани Розенфилд – Атлетика — 100 , жене
- Џими Бал – Атлетика — 400 m, мушки
- Џозеф Рајт и Џон Гест – Веслање — 1500 m двојац, мушки
- Доналд Стоктон – Рвање — слободно средња категорија, мушки

### Бронза
- Етел Смит – Атлетика — 100 , жене
- Рејмонд Смајли – Бокс — велтер, мушки
- Џејмс Трифунов – Рвање — слободно, бантам, мушки
- Морис Лечфорд – Рвање — слободно, велтер, мушки
- Штафета – Атлетика — 4x400m, мушки[3]
- Штафета – Атлетика — 4x200m, мушки[4]
- Осмерац са кормиларем – Веслање — мушки[5]